# Auguste Escoffier
Georges Auguste Escoffier (Villeneuve-Loubet, 28 oktober 1846 – Monte Carlo, 12 februari 1935) was een Franse chef-kok.
Hij werd vooral bekend vanwege zijn culinaire genialiteit, het indelen van gerechten in logische overzichten en het organiseren van de keukenbrigade.
Escoffier was chef-kok in Parijs en diverse luxueuze hotels van het Ritz-concern in Europa, in het bijzonder in Londen. Hij verwierf bekendheid dankzij zijn boek Le guide culinaire. Met dit baanbrekende werk bestaande uit 5000 nauwkeurige recepturen legde hij het fundament voor de modernisering van de Franse kookkunst. In de Westerse wereld probeerde men zijn gerechten zo goed mogelijk na te maken. De Franse kok Paul Bocuse heeft de stijl van Escoffier verder ontwikkeld en daarmee een generatie topkoks uit bijvoorbeeld Nederland beïnvloed. Zo heeft Escoffier een blijvende indruk gemaakt. Escoffier werd de koning van de koks genoemd, nadat Antonin Carême bekendstond als de kok van koningen.
Hij was de bedenker van nog bekende gerechten, maar ook een aantal reeds bestaande gerechten werd door hem opgenomen in zijn guide culinaire. Daardoor werden ze bekend bij het grote publiek. Een voorbeeld hiervan is de Tournedos Rossini, die door de componist Gioachino Rossini zelf is bedacht.

## Beroemde recepten

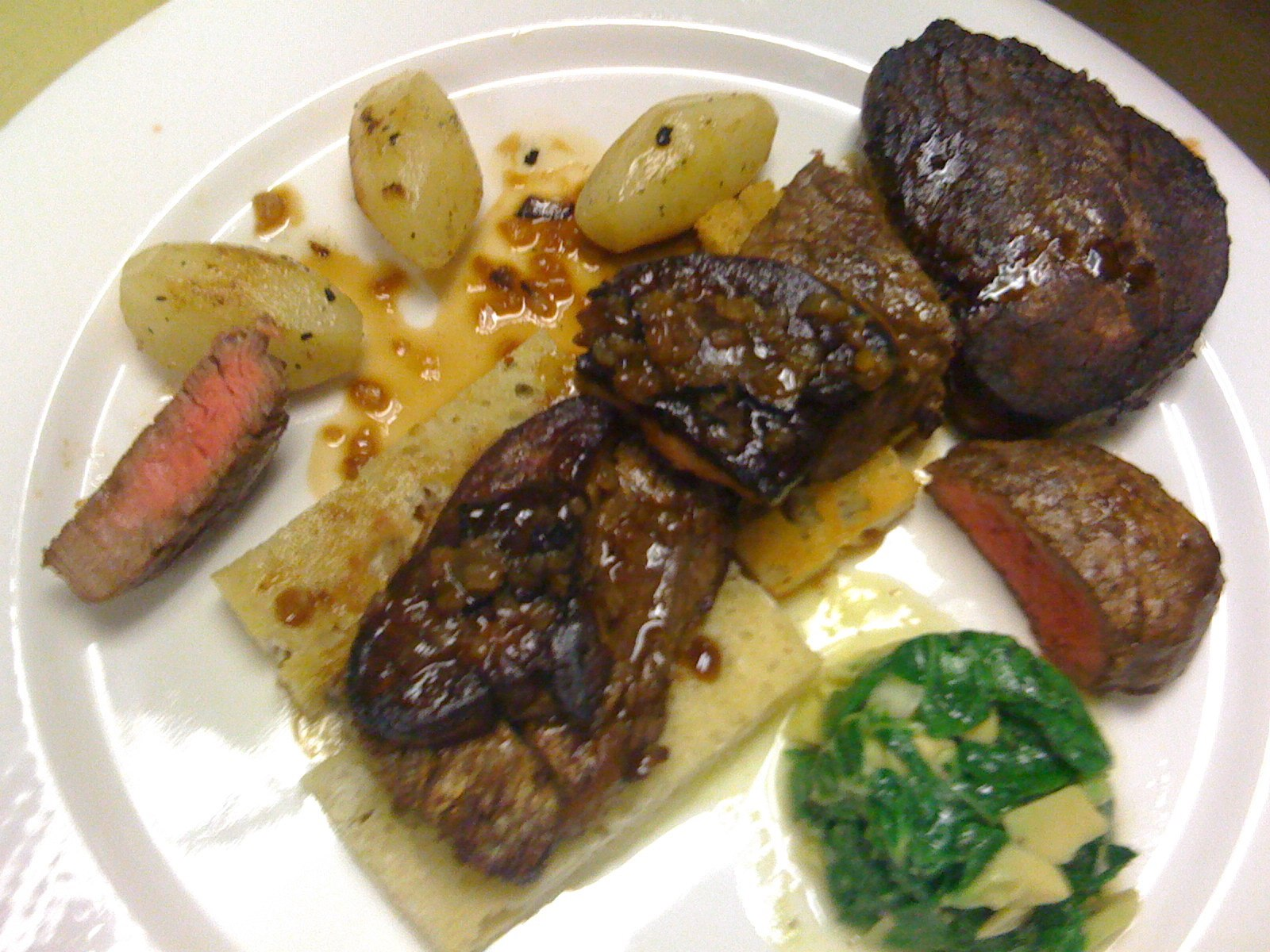
Tournedos Rossini
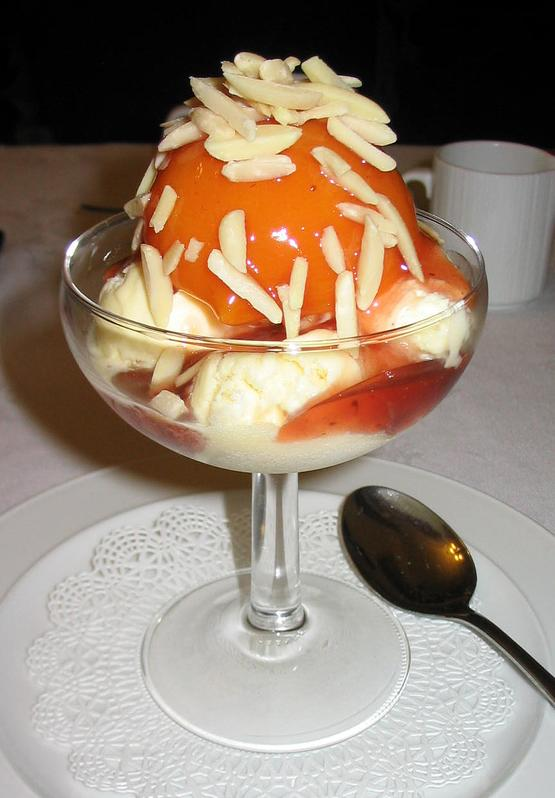
Pêche melba
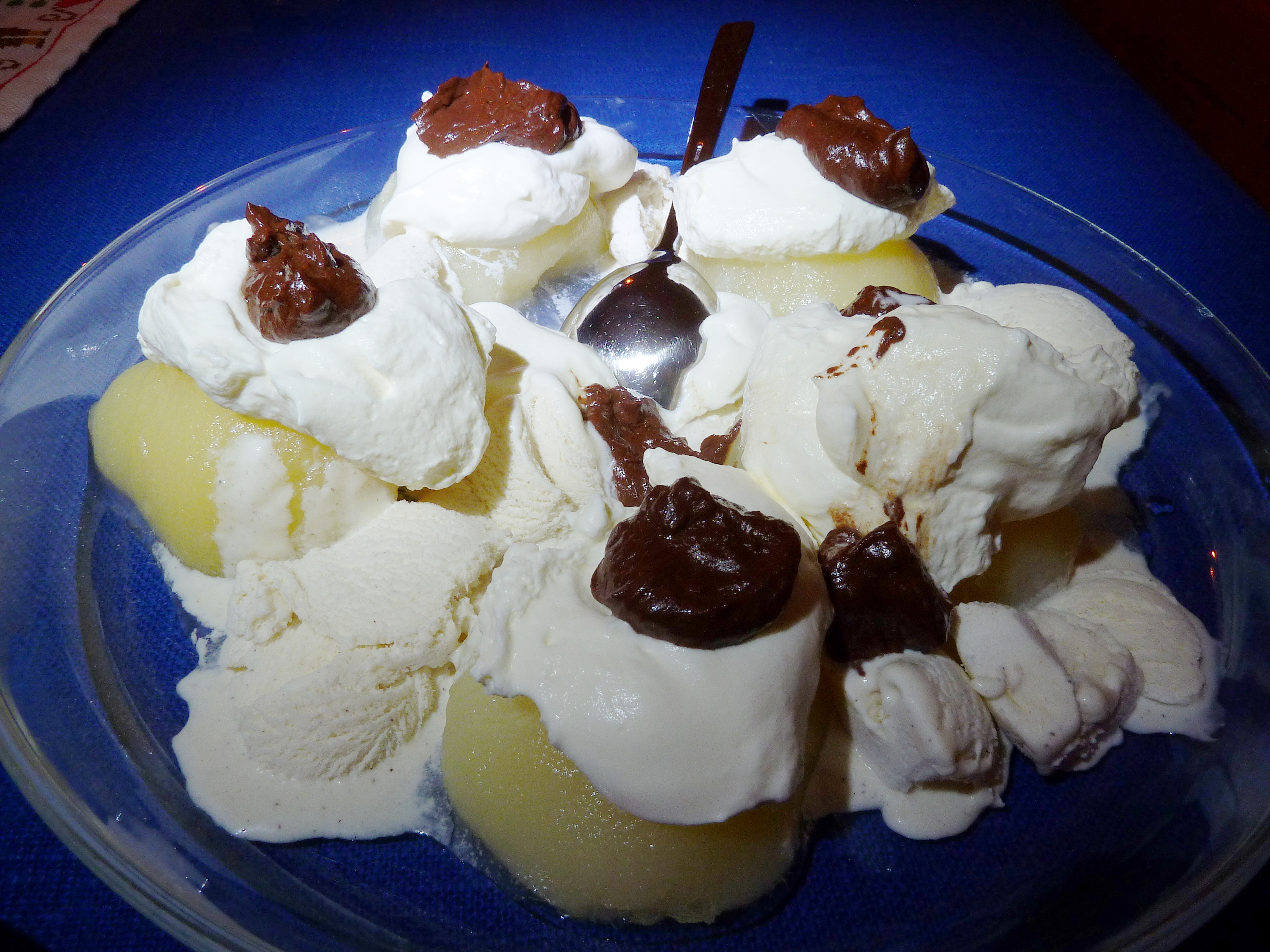
Poire belle Hélène
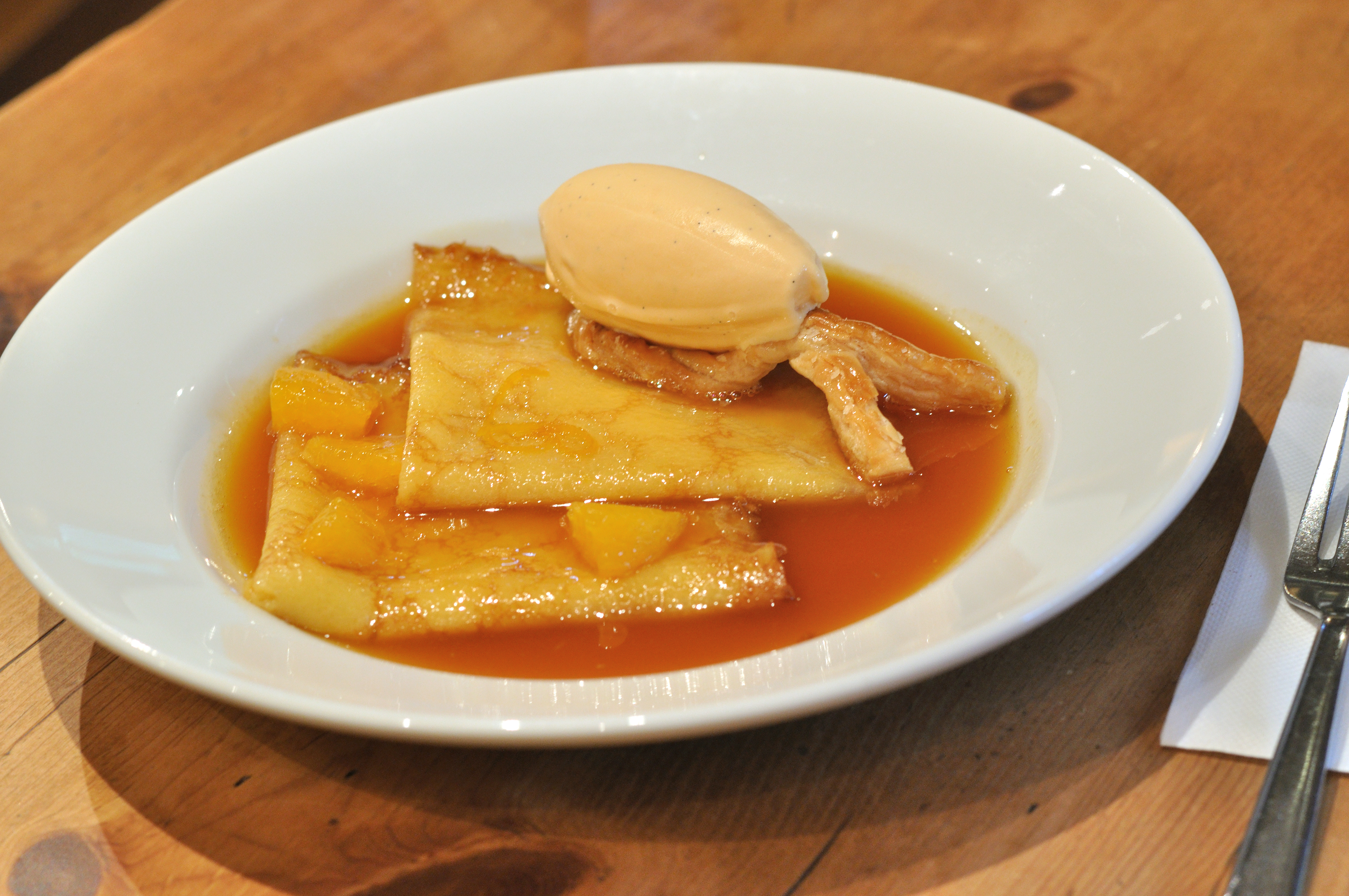
Crépe Suzette

- Tournedos Rossini, haasbiefstuk op een in jus gedrenkte croûton, geserveerd met in boter gebakken ganzenlever en enkele plakken truffel, besprenkeld met madeira. Genoemd naar de componist Rossini.
- Pêche melba, vanilleroomijs met in suikerwater gepocheerde perziken, frambozenpuree en amandelen. Genoemd naar Nellie Melba, een Australische zangeres. Ook de melbatoast is een door hem uitgevonden recept dat hij vernoemde naar deze zangeres.[1]
- Poire belle Hélène, peer in slagroom en chocolade, genoemd naar de opera La belle Hélène van Jacques Offenbach.
- Crêpe Suzette, dunne flensjes in gekaramelliseerde boter met suiker, sinaasappel, sinaasappelschil en geflambeerd in Grand Marnier, opgedragen aan Suzette, die de prins van Wales Edward VII vergezelde.
- Fraises Wilhelmine, in sinaasappelsap, poedersuiker en kirsch gemarineerde aardbeien, geserveerd met slagroom met vanille. Genoemd naar koningin Wilhelmina.
- Dame blanche, amandelijs met in vanillestroop gepocheerde witte perzik, citroen sorbet en witte aalbessen.